# Tommaso Aniello
Tommaso Aniello d'Amalfi, más néven Masaniello (Nápoly, 1620. június 20. – Nápoly, 1647. július 16.) itáliai halász-halkereskedő, az 1647. július 7–16. között lezajlott nagy lázadás főszereplője, amelyben a nápolyi nép felkelt a spanyol alkirály által gyakorolt fiskális elnyomás ellen. Életében nem mindig könnyű a valódi eseményeket a legendáktól megkülönböztetni.
A felkelés, amelynek Masaniello volt a vezetője, a legszegényebb osztályok elkeseredéséből eredt az uralkodók által az alapvető élelmiszerekre kivetett adók miatt, amely intézkedés a spanyol Habsburgok tágabb gazdaságpolitikájának körébe tartozott, és a katonai vállalkozások támogatására irányult. a kimerítő harmincéves háború kellős közepén. Az ok, amiért, amíg élt, soha nem öltött kifejezetten spanyolellenes és köztársaságpárti lázadást, mivel a tizenkilencedik századi olasz történetírói perspektíva meg akarta volna érteni, amit még mindig mélyen befolyásoltak a risorgimento értékei, az idegen uralom ellen lázadó hazafit látott benne. 
Az 1647. júliusi események okai a 17. század első felének spanyol Nápoly összetett politikai, gazdasági és társadalmi valóságában keresendők. Ezt a helyzetet tágabb európai kontextusba kell helyezni, amelyet Spanyolország és Franciaország erős rivalizálása jellemzett, amely magában foglalta a nápolyi korona birtoklásáért folytatott hagyományos vitát is. Nem véletlen, hogy a felkiáltás, amellyel Masaniello fellázitotta a népet július 7-én, ez volt: „Éljen Spanyolország királya, vesszen a rossz kormány”, tükrözve az ancien régime népszokását, hogy az uralkodóban keresett védelmet alárendeltjei visszaélései ellen. A lázadás csak halála után kapott kifejezett politikai és társadalmi konnotációkat, antifeudális és spanyolellenes jelleggel, sőt egyesek szerint elszakadást is, követelve, hasonlóan ahhoz, ami ugyanebben az időszakban történt németalföldi szabadságharc, portugál restaurációs háború, Katalónia és Szicília viszonylatában. 
A tíznapos lázadás után, amely a spanyolokat a népi követelések elfogadására kényszerítette, extravagáns viselkedése miatt, de olyan stratégia eredményeként, amely arra irányult, hogy „őrült dolgokat csináljon”, Masaniellót hivatalosan őrültséggel vádolták meg, és az alkirály parancsára megölték, néhány népszerű vezető és a plebs egy kis része egyetértésével.
Rövid időtartama ellenére az általa vezetett lázadás meggyengítette a város több évszázados spanyol uralmát, megnyitva az utat a rövid életű és franciabarát Első Nápolyi Köztársaság kikiáltása előtt, amelyre öt hónappal halála után került sor.

## Élete

### Neve és születési helye

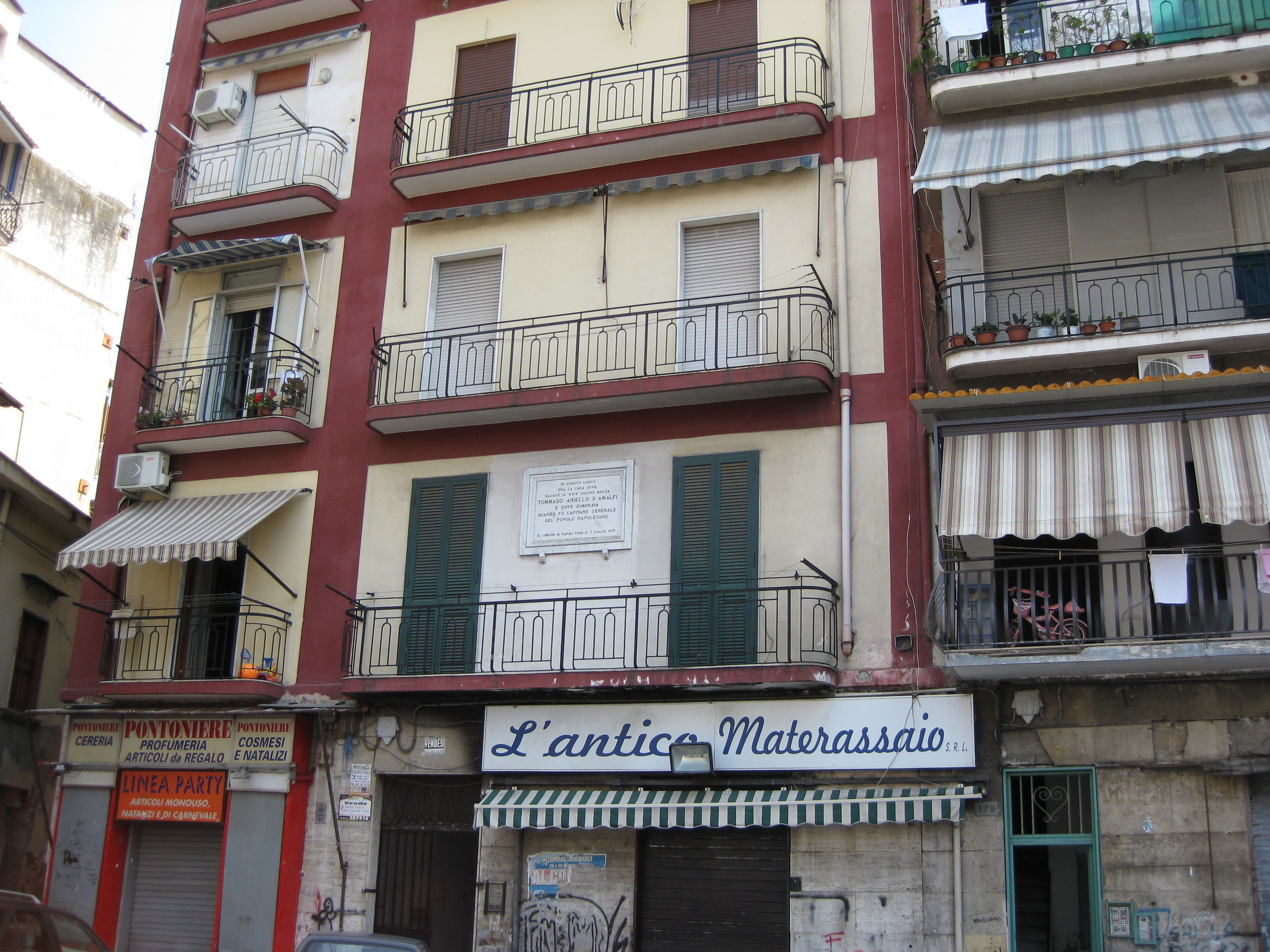
Masaniello háza

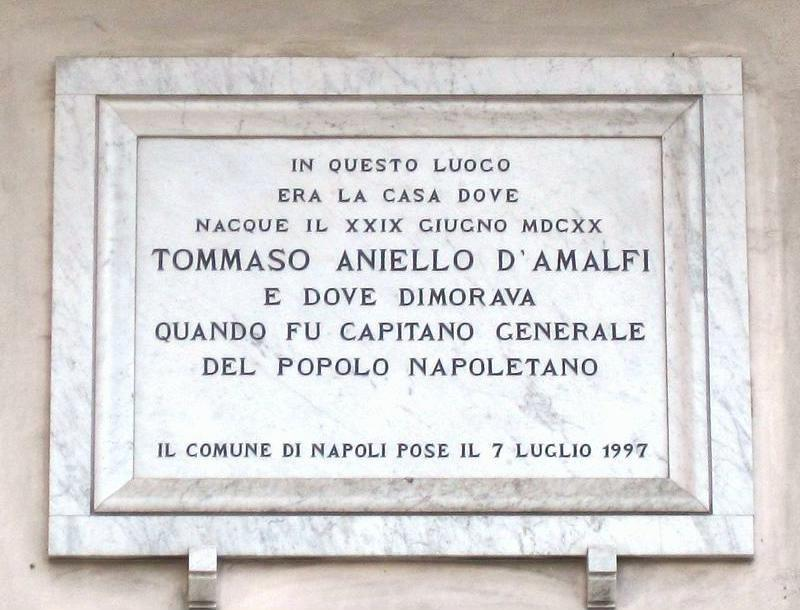
Emléktábla szülőháza helyén, a Vico Rottón, a Piactéren

Masaniello Nápolyban született, a Piazza del Mercatót körülvevő sikátorok (Vico Rotto) egyikében. Amalfi nevét, amely egyszerűen a családneve volt, a származási helyére való hivatkozásként is értelmezték. Egyes források valójában azt állítják, hogy Tommaso Aniello Amalfiban született, ahol egy másik egyedülálló helyi karakter, egy bizonyos Pirone apát barátja lett volna, aki illegálisan használta ezt a szokást, hogy elkerülje az igazságszolgáltatást, mert bandita volt, aki pénzért gyilkol, és aki az ő harcostársa lett a lázadás napjaiban. 1896=ban Salvatore Di Giacomo költő tagadta Masaniello amalfi származására vonatkozó tézisét, átírva a Foro Magno Santa Caterina-templomban talált keresztlevelet.
Keresztelőjére születése napján került sor, ugyanabban a templomban, ahol 1641-ben Tommaso Aniello feleségül vette a tizenhat éves Bernardina Pisát. Giuseppe Galasso történész feltételezi, hogy „a félreértést a spanyol Nápoly hatalmának és hivatalos kultúrájának tudatos hozzáállása segítette elő és bátorította. A leghűségesebb városban […] egy hűtlen, egy olyan lázadó jelenlétét, mint aki Nápolyban megkérdőjelezte a spanyol kormányt, nem szabad és nem is lehet beengedni." 
1997. július 7-én, a népfelkelés 350. évfordulója alkalmából Nápoly önkormányzata emléktáblát helyezett el a Vico Rottón.

### Születésétől 1647-ig
Masaniello családja szerény körülmények között élt, de nem túl szegényesen. Apja, Francesco (Cicco) d'Amalfi halász és kiskereskedő volt. Az anya, Antonia Gargano, aki még házasságuk előtt várandós lett Masaniellóval, háztartásbeli volt. Két öccse és egy húga született: Giovanni, aki a lázadás másik vezetője volt, Francesco, aki gyermekkorában meghalt, és Grazia. A ház, ahol éltek, a Pendino kerületben, a Halkő – ahol a haltermékek adóját –, és a Porta Nolana között volt, ahol a lisztadót szedték be. 
Körülbelül 250 000 lakosával Nápoly akkoriban a Spanyol Birodalom és egész Európa egyik legnépesebb metropolisza volt, neuralgikus centrumma pedig a Piazza del Mercato, amelynek környékén Masaniello egész életét töltötte. A tér mindenféle terméket árusító standoknak adott otthont, meg színpadoknak, ahol akrobaták szórakoztatták a köznépet, és ott volt a vesztőhely is, mint Sváb Konrád idejében. A város fő kereskedelmi központja lévén a téren zajlott a spanyol kormány szolgálatában álló adószedők tevékenysége is.
Az 1640-es években Habsburg Spanyolország katasztrofális konfliktusok hosszú sorozatával szembesült: németalföldi szabadságharc (1568–1648), a harmincéves háború (1618–1648), Katalónia felkelése (1640–1659), a szicíliai felkelés (1647) és a portugál restaurációs háború (1640–1668). A háborús erőfeszítések támogatására az ibériai királyság erős fiskális nyomást gyakorolt a nápolyi alkirályságra, azzal a céllal, hogy helyreállítsa hatalmas birodalmának pénzügyi egyensúlyát, amelynek Siglo de Orója végzetesen a végéhez közeledett.
Masaniellót, az apjához hasonlóan halászt és halkereskedőt így jellemezték kortársai:

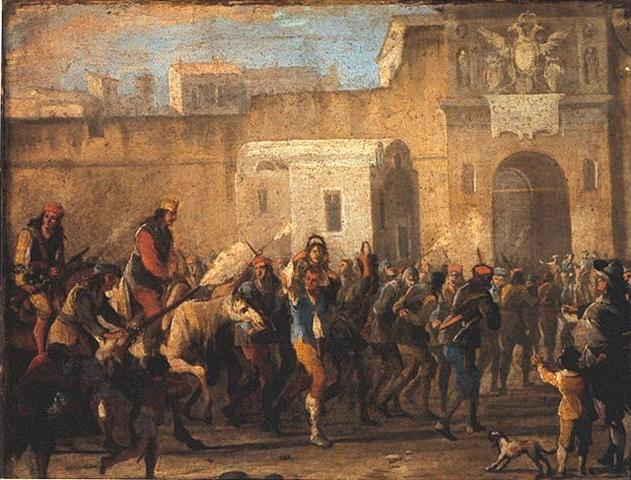
A tolvajok megbüntetése Masaniello idejében, Micco Spadaro, 1647 körül

Gyakran, hogy kikerülje az adót, a halat közvetlenül a nemesek otthonába vitte, de ott szinte mindig rosszul fizették ki, vagy tettenérték az adószedők, és bebörtönözték. Fő tevékenysége azonban a csempészet volt, olyannyira, hogy 1646-ban ügyes csempész hírneve már széles körben megszilárdult a piaci környezetben. Főleg a feudális nemességnek dolgozott, beleértve Brienza márkinét és Don Diomede Carafát, Maddaloni herceget, aki rabszolgaként kezelte. Feleségét, Bernardinát, akit azért tartóztattak le, mert egy liszttel teli zoknit hozott a városba, miközben kibújt az adók alól, nyolc napra szintén börtönbe zárták. Szabadlábra helyezése érdekében Masaniello száz scudo váltságdíjat volt kénytelen fizetni, amit hitelfelvétellel tudott kinyögni. A hagyomány szerint éppen ez az epizód váltotta ki benne azt a vágyat, hogy bosszút álljon a lakosság elnyomóin.

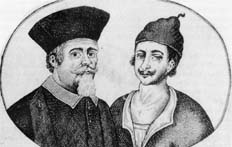
Giulio Genoino és Masaniello egy 18. századi illusztráción

Egyik börtönbeli tartózkodása során a tengernagy börtönében megismerkedett a cavai fiatalemberrel Marco Vitale jogi doktorral, egy ismert ügyvéd törvénytelen fiával, aki összeismertette őt a középpártiak néhány tagjával, akik megunták az adószedők folyamatos visszaéléseit és a nemesség kiváltságait. Masaniello a tudós Don Giulio Genoino, a nyolcvanas éveiben járó pap tanítványa lett, aki korábban a nép védelmezője volt.
1619-ben, Don Pedro Téllez-Girón alkirály, Osuna hercege mandátuma alatt Genoinót kétszer is felkérték, hogy képviselje a nép érdekeit a nemességgel szemben, lényegében az ősi néptribunus funkcióját látva el. 1620-ban azonban a Collateral Council eltávolította, és Nápolytól messze bebörtönözték.
Miután 1639-ben visszatért a városba, azonnal hozzálátott, hogy harcoljon az emberek jogaiért, és nagy agitátorcsoportot hozott létre maga köré, amelynek tagjai Francesco Antonio Arpaja, régi és megbízható munkatársa, Savino Boccardo karmelita szerzetes, a fent említett Marco. Vitale, a város seregének különböző kapitányai és egy nagy csoport lazarista volt. Az idős egyházfi, aki fizikailag megviselt volt, de forradalmi szándékaiban nem, a fiatal és tudatlan Masaniellóban találta meg fegyveres társát.

### A lázadás

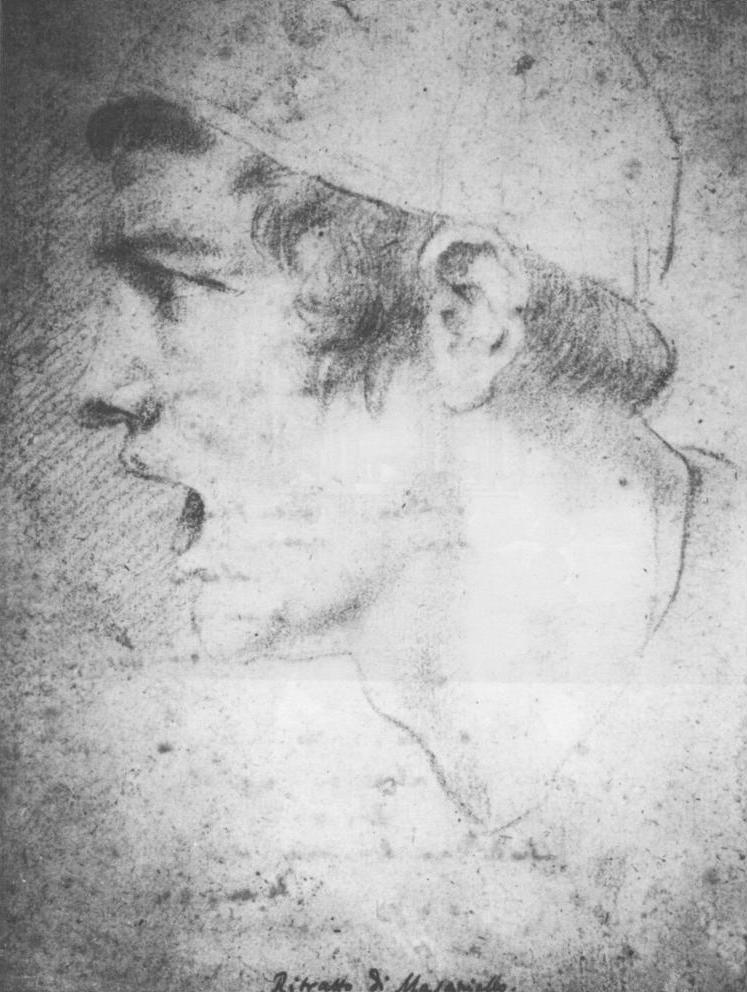
Aniello Falcone: Masaniello, 1647

Az adóterhek némileg csökkentek Juan Alfonso Enríquez de Cabrera alkirály alatt, aki bizonyos adókat visszavont, bár akit Madrid sürgetett, hogy találjon egymillió dukátot a Franciaország elleni háború finanszírozására, és IV. Fülöp spanyol királytól a leváltását kérte. A helyzet súlyosbodott, amikor utódja, Rodrigo Ponce de León, Arcos hercege, akit kortársai a világi élet iránti elkötelezettségű, komolytalan és kormányzati tapasztalatok nélküli emberként jellemeztek, 1646-ban újra bevezette a megterhelő adót a gyümölcsökre, abban az időben, amikor a legtöbbjük olyan alapvető élelmiszer volt, amelyet az alsóbb néposztályok fogyasztottak. Ugyanez a rendelkezés 1620-ban, Genoino idején már komoly zavargásokat váltott ki a városban. Szenteste, amikor elhagyta a Basilica del Carminét, Arcos hercegét egy csapat lazarista vette körül, akik kicsikarták tőle az ígéretet, hogy eltörli a szükséges élelmiszerekre kivetett adókat. A királyi palotába visszatérve az alkirály azonban meggyőzte az adóbeszedéssel megbízott nemeseket, hogy ne töröljék el a gyümölcsadót. Az adószedők nyomasztó gőgjétől egyre jobban szenvedő nép hat hónapig hiába várt az adó eltörlésére.
Az amúgy is kirobbanó helyzethez Szicília példája is hozzáadódott, ahol az 1646–47-es időszakban a magas adóztatással való elégedetlenség sorozatos állampolgári zavargásokat okozott. 1646. augusztus 24-én Messina volt az első spanyol fennhatóság alatt álló szicíliai város, amely szembeszállt az adókkal. A következő év májusában Cataniában és Palermóban törtek ki lázadások, amelyek jó eredményei hozzájárultak a nápolyi köznemesség felkeléséhez. 
1647. június 6-án Masaniello és bátyja, Giovanni vezette közemberek felgyújtották a Piazza del Mercato adószedőkabinjait. Június 30-án, vasárnap a Madonna del Carmine-fesztivál első megünneplése alkalmával a fiatal halász összegyűjtött egy csapat arabnak öltözött, lándzsaszerű vesszővel felfegyverzett lazaristát, az úgynevezett alarbokat, akik a felvonulás során a királyi palota előtt mindenféle szitkot szórtak az erkélyről kinéző spanyol előkelőkre.
A következő vasárnap, július 7-én Genoino bátorítására lazaristák egy csoportja gyűlt össze a Sant'Eligio közelében, azzal a céllal, hogy támogassa Maso Carresét, Masaniello Puteolából, származó sógorát, aki a zöldségesek egy csoportját vezette, akik elhatározták, hogy nem fizetik be a gyümölcsadót. A feszültség enyhítésére a nép választottját, a gazdag kereskedőt, Andrea Nacleriót kérték fel, aki neki szánt szerepe ellenére az adószedők oldalára állt. Ezután a kereskedő és Carrese között összetűzés támadt, amely utóbbi halálával végződött. Ez volt a szikra, amely kiváltotta a lázadást. Masaniello és alarbjai felheccelték a lakosságot a következő kiáltással: "Viva 'o Rre 'e Spagna, mora 'o malgonono" s a palotába vezették, ahol a spanyol katonák és az őrségben lévő landsknechtek ellenére elérték az alkirályné szobáit. 
Arcos hercege, miután csodával határos módon sikerült megmenekülnie egy közember támadásától, a Szent Lajos-kolostorban keresett menedéket, és innen üzenetet juttatott el Nápoly érsekéhez, Ascanio Filomarino bíboroshoz, amelyben az összes legsúlyosabb adó eltörlését ígérte. Az alkirály életét féltve először a Sant’Elmo erődbe, végül a Castel Nuovóba költözött.
Miután Masaniello elérte az összes adó eltörlését, Genoino, aki egy ambiciózusabb forradalmi tervet forgatott a fejében, egy régi kiváltság elismerését kérte, amelyet V. Károly német-római császár (népszerű nevén Colaquinto) adott 1517-ben a nápolyi népnek. A kiváltságnak az adócsökkentés és a társadalmi osztályok közötti igazságos elosztás mellett a nemesekkel egyenlő képviseletet kellett volna biztosítania a nép számára. Filomarino bíboros, aki mindig is a nép barátja volt, és akit a nemesség nem kedvelt, magát javasolta közvetítőnek a dokumentum elismertetésében, nyíltan támogatva a lázadók követeléseit. 
A július 7-éről 8-ára virradó éjszakán megbüntették mindazokat, akiket az adókért felelőssé tettek, mindenekelőtt Girolamo Letiziát, Masaniello felesége letartóztatatóját, akinek a Portanova melletti háza leégett. Ugyanez várt számos nemesi palotára, gazdag kereskedők és más befolyásos elnyomók házaira, köztük Andrea Naclerióra, akit később lelőttek. Az összes adónyilvántartást felgyújtották, és kiengedték a börtönből mindazokat, akiket adócsalás vagy csempészet miatt zártak be.

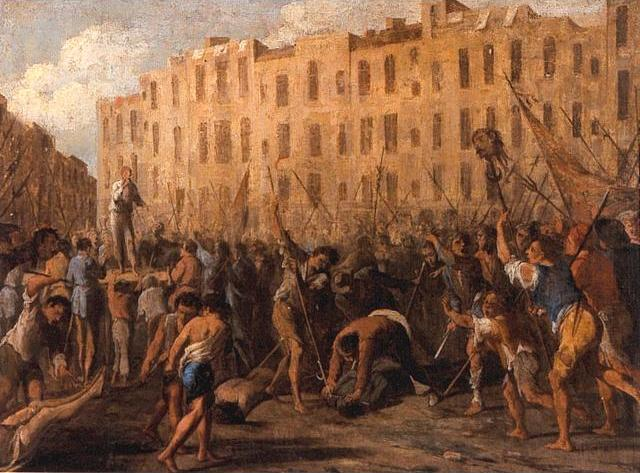
Don Giuseppe Carafa meggyilkolása, Micco Spadaro, 1647 k.

A Genoino által kért iratok megszerzése igen nehézkes volt: az alkirály és a nemesek többször is hamis vagy haszontalan dokumentumokat nyújtottak be az idős elöljáróhoz vizsgálatra. Kísérletet tett Maddaloni herceg, Diomede V. Carafa is, aki miután lelepleződött, menekülni kényszerült a köznép haragja elől. Ugyanez a sors érte Gregorio Carafát, Roccella priorját is. Július 9-én, a hiteles dokumentum kézbesítésére várva, a fiatal halkereskedő sikeresen megszervezte a San Lorenzo-bazilika elfoglalását, és birtokba vett néhány, a kolostorban őrzött ágyút. Végül a spanyolok eljuttatták a hiteles kiváltságlevél egy példányát Filomarino bíboroshoz, aki azt Masaniellóba, majd Genoinóba vitte. A kiváltságot valójában Katolikus Ferdinánd adományozta a leghűségesebb városnak, majd unokaöccse, V. Károly erősítette meg 1517-ben, VII. Kelemen pápa nápolyi beiktatása idején.
Július 10-én, a lázadás negyedik napján Masaniello már sok ellenséget szerzett. Hogy az életére törjön, Maddaloni herceg háromszáz banditát engedett be a Basilica del Carminébe, a lázadók találkozóhelyére. A valóságban a banditák, akik a legszerényebbek rovására szolgálták a nemességet, sokkal jobban hasonlítottak a jó manzoniakhoz, mint az egyszerű betyárokhoz. A kiváltság fejezeteinek nyilvános felolvasása után a bérgyilkosok megtámadták a népvezért, de kudarcot vallottak. A feldühödött tömeg elfogta, és megölte a jól ismert banditát, Domenico Perronét, másokat is üldöztek és meglincseltek, köztük egy bizonyos Antimo Grassót, aki halála előtt bevallotta, hogy Maddaloni herceg zsoldjában áll. A plebs ezután bosszút állt a herceg bátyján, Don Giuseppe Carafán, akit meggyilkolása után lefejeztek, hogy fejét diadalittasan Masaniellóhoz vigyék.
Ugyanezen a napon a Genovában állomásozó spanyol gályák Giannettino Doria admirális parancsnoksága alatt behatoltak a Nápolyi-öbölbe. Masaniello a kiszállástól tartva megparancsolta a flottának, hogy legalább egy mérföldnyire maradjanak a szárazföldtől, és arra kényszerítette Doria admirálist, hogy küldjön neki hírvivőt, hogy legalább a legénység számára biztosítsa az élelmet. A hírnök könyörgött Vico Rotto halászának, akit „a legkiválóbb uraságnak” nevezett, hogy adjon ellátmányt a flottának, Masaniello pedig elfogadta, és megparancsolta, hogy adjon négyszáz kenyeret.

### Masaniello nagyon rövid „uralma”

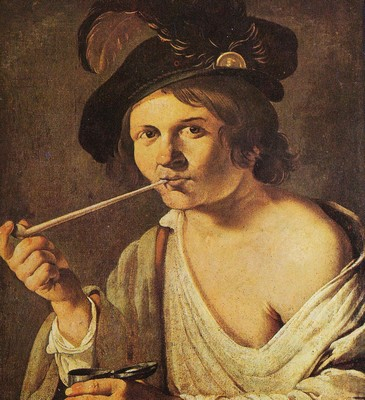
Masaniello állítólagos portréja a főkapitány szerepében. Micco Spadaro festménye (agángyűjtemény)

Július 11-én, csütörtökön, miután egy népgyűlés ratifikálta a kiváltság fejezeteit a Basilica del Carminében, Masaniello a köznép felkiáltása és ünneplése közepette lovagolt Filomarino bíborossal és az újonnan megválasztott Francesco Antonio Arpajával egészen a királyi palotáig, hogy találkozzanak az alkirállyal. Arcos hercegének jelenlétében egy hirtelen jött betegség következtében eszméletét vesztette, és elkezdtek mutatkozni rajta annak a lelki labilitásnak az első tünetei, amely később őrültsége vádjához vezetett. A találkozó során egy sikertelen vesztegetési kísérlet után a halászt a hűséges nápolyi nép főkapitányává nevezték ki. Filomarino X. Ince pápa udvarát is tájékoztatta az eseményekről.
Ettől a pillanattól kezdve gyakran járt a spanyol udvarba, a nemesek és maga Arcos hercege is kitüntetésnek vette. Elhagyta a tipikus halászruhákat, úriemberhez illő ruhákat hordott, és Vico Rottó-i háza alatt emelvényt építettek, ahonnan tetszés szerint törvényt alkothatott a spanyol király nevében. A királyi palotában többször is fogadták feleségével, Bernardinával, aki „a köznemesség alkirálynőjeként” mutatkozott be Arcos hercegnőjének és nővérének, Graziának.
A hagyomány szerint Masaniello állítólagos őrültségét a rezerpin okozta, egy erős hallucinogén, amelyet a palotában tartott lakoma során adtak be neki. Masaniello viselkedése valószínűleg hirtelen megváltozott a hirtelen hatalomra kerülése miatt, és az általa elkövetett „őrült tetteket” valójában az okozta, hogy képtelen volt ellátni a nagy parancsnoki feladatokat. Ereje tetőfokán az egyensúlyhiány számos jelét mutatta: a kés tömegbe dobása; a végtelen vágtái; éjszakai merülései a tengerben; és ragaszkodása ahhoz a bizarr projekthez, hogy a Piazza del Mercatót kikötővé alakítsák, és ott hidat építsenek, amely összeköti Nápolyt Spanyolországgal. 
Július 12-én számos gyors kivégzést is elrendelt ellenfelei terhére, köztük egy banditát, aki számára Genoino kegyelmet kért tőle. Mostanra az öreg pap tisztában volt azzal, hogy elvesztette minden befolyását a népvezérre és a forradalomra. A lakosság elkezdte rosszallóan nézni a tényt, hogy egy közember ilyen engedelmességet és tiszteletet vár el, és elkezdett hinni védelmezője őrültségéről szóló pletykáknak. Olyanok is terjedni kezdtek, miszerint Masaniello pederaszta, és homoszexuális kapcsolatot ápol tizenhat éves Marco Vitale nevű barátjával és titkárával. 
Július 13-án az alkirály a nápolyi dómban ünnepélyesen megesküdött a kiváltságos káptalanoknak: a népnek végre sikerült ráerőltetnie követeléseit a spanyol kormányra. Ez a siker, amelyhez Masaniello mindenkinél jobban hozzájárult, nem kímélte meg néhány korábbi harcostársa ellenségeskedésétől, köztük Genoinoétól, aki titokban az eltávolítását tervezte.

### Elárultatása és halála

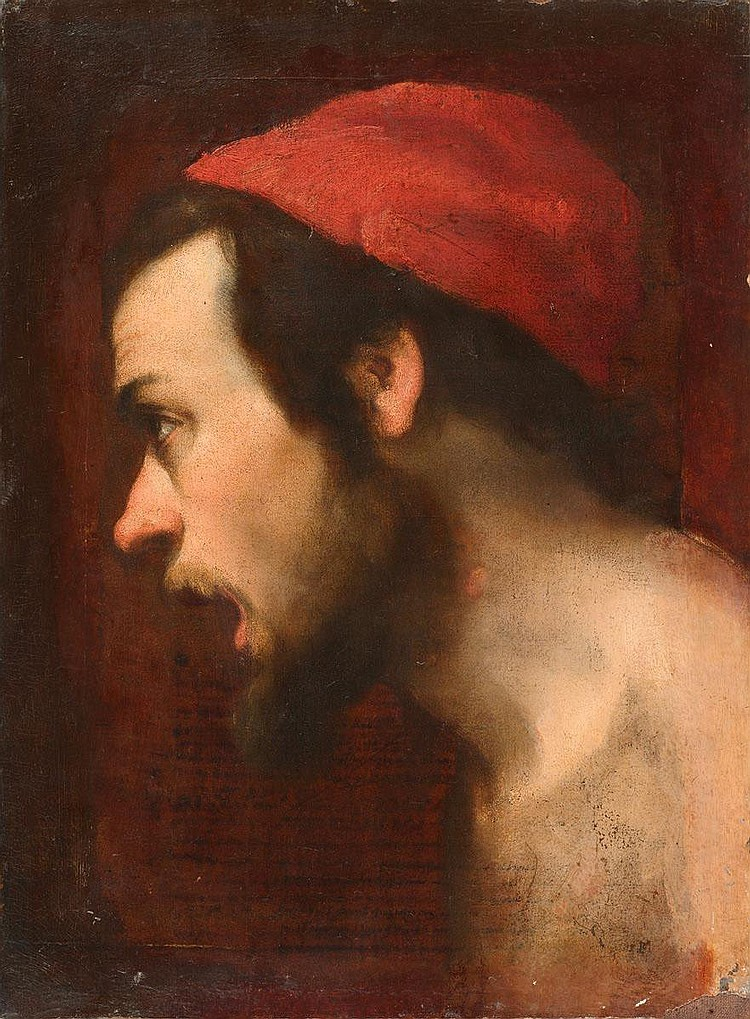
Aniello Falcone: Masaniello portréja

Július 16-án, a Madonna del Carmine évfordulóján háza ablakán kinézve hiába próbált védekezni az őrültséggel és árulásokkal kapcsolatos, utcáról érkező vádak ellen. A nép vezére, akinek a szervezetét most legyengítette a betegség, hálátlansággal vádolta gyalázóit, és emlékeztetve őket arra, milyen körülmények között találták magukat a lázadás előtt, kimondta a közmondásossá vált mondatot: „Emlékszel, kedvesem? Emberek, hogyan csökkentettek titeket?"
Üldözöttnek érezve magát a Basilica del Carminében keresett menedéket, és ott, megszakítva a misét, Filomarino érseket kérve, hogy vele, a helynökkel és a város többi hatóságával együtt vegyen részt a halála előtti hagyományos kavalkádon a Szent Szűz tiszteletére. Aztán felment a szószékre, és még egy utolsó beszédet mondott. Miután levetkőzött és a jelenlévők kigúnyolták, az érsek nyugalomra kérte, és elkísérte a kolostor egyik cellájába. Itt csatlakozott hozzá néhány, a spanyolok által megvesztegetett kapitány: Carlo és Salvatore Catania, Andrea Rama, Andrea Cocozza és Michelangelo Ardizzone. Az utóbbi barátságos hangját hallva Masaniello kinyitotta a cella ajtaját, ekkor egy sor arquebus lövéssel megölték. A holttestet lefejezték, végighurcolták Lavinaio utcáin, majd a Porta del Carmine és a Porta Nolana közötti árokba dobták a szemétdomb közelében, míg fejét az alkirály elé vitték halálának bizonyítékaként.
Az összeesküvésben részt vevő hajók kapitányait – amint azt a simancasi Archivo Generalban őrzött egyes dokumentumok is feltárják – bőséges jutalomban részesítette a spanyol korona. Carlo Catania felkérte Nápoly város hadikapitányságát és ötszáz scudót; Salvatore Catania, a munkásföldi felderítő pozíciója; Andrea Cocozza, Nicastro hadikapitánya és háromszáz scudo nyugdíj a fiának. Törekvéseiket 1648. június 17-én siker koronázta, amikor mindannyian megkapták a nemesi kiváltságot, valamint Modugno, Cava és Catanzaro területeinek kormányzói feladatát hat évre, megbízatásuk teljesítése után havi huszonöt scudó nyugdíjjal. 
Giulio Genoinót ehelyett a Masaniello lövöldözését követő napon kapott kinevezésekkel jutalmazták Sommaria dékánjává és az Orvosok Kollégiumának elnökévé, így a királyság jogrendszerének csúcsán találta magát. Az ibériai monarchia javára végzett szolgálat nem kímélte az idős papot, amikor ismét a spanyolok ellenségeskedésébe keveredett, és utoljára letartóztatták. Genoino Menorca szigetén, Mahónban halt meg, miközben Málagában börtönbe került.
Filomarino érsek, akinek a népvezér támogatása a július 13-a után demonstrált „mérséklet, düh és zsarnokság” miatt megszűnt, Arcos hercegével együtt elment, hogy hálát adjon „a Dicsőséges Istennek, a Boldogságos Szűznek és San Gennarónak”, mert „eloltotta a zavart, és helyreállította az elveszett békét” Nápoly városában. 

### Kárhoztatása és rehabilitációja

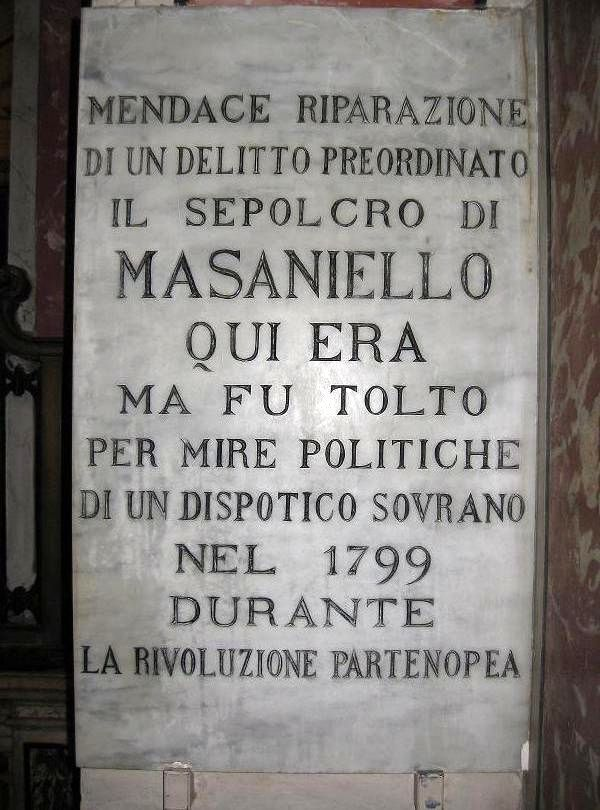
Emléktábla a Basilica del Carminében

Másnap az emberek rájöttek, hogy a halász halálával a lázadás során elért javulás eltűnt. Reggel a piac asszonyai, akik elmentek megvenni a „lapát” kenyeret, azt tapasztalták, hogy amióta újra bevezették a lisztadót, a lapát, amelynek súlyát Masaniello harminckét unciára állította, ismét harmincat nyomott. Hamarosan hiányozni kezdett az az ember, akinek sikerült, még ha nagyon rövid időre is, de javítania a lakosság életkörülményein, mígnem egy embercsoport kegyesen visszakapta a testét és a fejét, amelyet megmostak, sebeit összevarrták. 
A spanyol hatóságok, tartva egy újabb felkeléstől, elrendelték, hogy támogassák a meggyilkolt népvezér iránti odaadás minden demonstrációját. Filomarino bíboros, aki a temetést celebrálta, elrendelte, hogy a joghatósága alá tartozó valamennyi pap vegyen részt a július 18-i ünnepségen. A temetési menetet, amely két órával naplemente előtt hagyta el a Basilica del Carminét, több tízezer ember követte, miközben az összes ablakból kelméket és fényeket helyeztek ki a tiszteletadás jeléül. A fehér selyemlepedővel és fekete bársonytakaróval borított koporsót, jobbról karddal, balról a főkapitány botjával, körmenetben vitték végig a városon, mintha egy szent maradványai lettek volna. Átment a város mind a hat igazságszolgáltatási székén, követve annak a rituális kavalkádnak az útvonalát, amelyet az alkirályok beiktatásuk idején tartottak. A Via Toledón átkelve, a királyi palota előtt Arcos hercege elrendelte a spanyol zászlók félárbócra eresztését a gyász jeleként. 
A népvezér teste egyfajta vallási tisztelet tárgya lett: a litániában, amelyet a tömeg elmondott, egy „Sancte Mas'anelle, ora pro nobis” is volt, néhány nő pedig megváltóként hivatkozva rá, megpróbálta megérinteni a testét, és eltávolítani a haját, hogy ereklyeként megőrizze. Hajnali háromkor, miután a körmenet véget ért, a koporsót a Basilica del Carminében temették el, ahol Masaniello földi maradványai 1799-ig maradtak. Abban az évben, miután erőszakosan leverte a nápolyi forradalmat, IV. Bourbon Ferdinánd elrendelte a forradalom rekvizítumainak eltávolítását és feloszlatását azzal a céllal, hogy eltörölje a királyi hatalommal szembeni ellenállás emlékét. A helyszínen ma emléktábla áll, amelyet a karmelita szerzetesek helyeztek el 1961-ben, Olaszország egyesülésének századik évfordulója alkalmából.

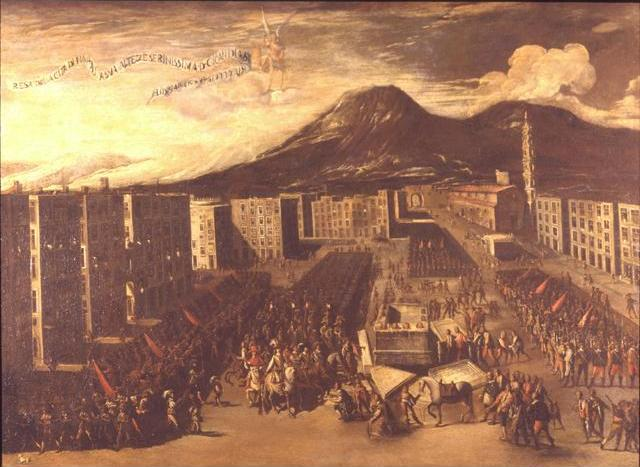
Nápoly feladása az ifjabb osztrák Don Juannak, Carlo Coppola, 1648

Felesége Bernardina, nővére Grazia és anyja, Antonia Gaetába menekültek, ahol az utóbbi kettőt megölték. Özvegyét, aki várandós volt, megkímélték, visszatért Nápolyba, ahol teljes szegénységbe süllyedve kénytelen volt prostituálódni Borgo Sant'Antonio Abate egyik sikátorában. Itt többször megverték és kirabolták a spanyol katonák, akik ügyfelei voltak. Az 1656-os járvány idején pestisben halt meg.
Masaniello végével azonban a lázadás nem csillapodott el, és az új népszerű vezető, Gennaro Annese vezetésével kifejezetten spanyolellenes karaktert öltött. A nemességgel és a katonákkal való összecsapások nagyon hevesek voltak a következő hónapokban, egészen a spanyolok városból való kiűzéséig. December 17-én végül kikiáltották a Nápolyi Királyi Köztársaságot II. Henrik Guise francia herceg vezetésével, aki Rene d'Anjou leszármazottjaként dinasztikus jogokat szerzett Nápoly trónján. Masaniello példáját ezután más városokból származó közemberek is követték: Giuseppe d'Alesi Palermóban és Ippolito di Pastina Salernóban. A forradalmi hangulat csak 1648. április 6-án ért véget, amikor az ifjabb osztrák Don Juan, IV. Fülöp természetes fia a spanyol flotta élén visszavette a város irányítását.
1701-ben, több mint ötven évvel a néplázadás után újabb felkelési kísérlet történt a spanyol kormány ellen, de ezúttal a nemesség részéről: a Macchia-összeesküvés. Ebben az időszakban Masaniello emlékét spanyolellenes felhanggal idézték fel: a városban V. Fülöp spanyol király ellen előkerült különféle felirat között az egyik, a népszerű vezér síremlékén jelent meg a Basilica del Carminében, e verssel az evangéliumból: Lazare veni foras, amelyet Jézus mondott ki Lázár feltámasztása során. A nemesi lázadás is meghiúsult az alsóbb néposztályok csekély részvétele miatt, tekintettel a nemesek ellenségeskedésére az 1647-es lázadás idején. Amikor a nép választottja a Piac téren próbálta felkelésre bírni a lakosságot a spanyolokkal szemben, egy idős közember keresetlen szavakkal így fejezte ki a közvéleményt: bolond vagyok, de most már máséval verjék a csalánt!
Miután a Macchia-összeesküvés is kudarcot vallott, a spanyol uralom Nápoly felett ellenállás nélkül folytatódott egészen 1707-ig, amikor a spanyol örökösödési háború véget vetett az ibériai alkirályságnak, s azt az osztrák alkirályság váltotta fel.

## Történelmi és kulturális hatása

### Masaniello lázadásának visszhangja Európában

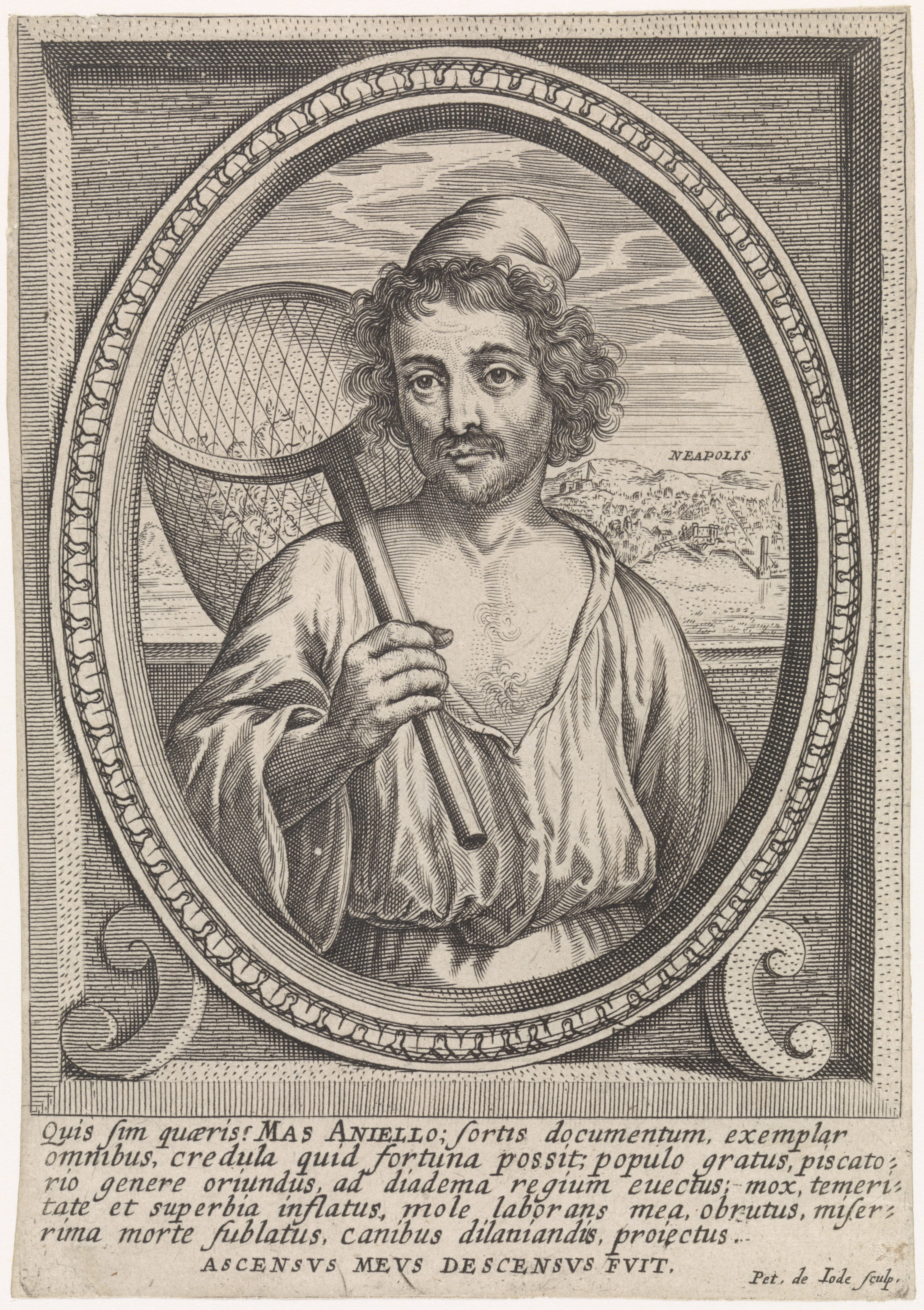
Masaniellot Pieter de Jode holland metsző képén, 1660 k.

A nápolyi halkereskedő vezette lázadás híre átlépte a királyság határait, és gyorsan elterjedt Európa-szerte. Franciaország, amelyet akkoriban határozottan Mazarin bíboros vezetett, spanyolellenes felhanggal támogatta a lázadást, és támogatta II. Guise Henrik vállalkozását azzal a céllal, hogy a Nápolyi Királyságot visszahelyezze francia befolyás alá.
A nápolyi események visszhangja eljutott Angliába is, ahol Oliver Cromwell az angol polgárháború után 1649-ben megalapította a köztársaságot. Cromwell és Masaniello alakját gyakran hasonlították össze: Hollandiában érmet vertek, amelyen az egyik oldalon Cromwell arcát két katona, a másikon Masaniello arcát két tengerész veszi közre. A két arc alatti feliratok a következők voltak:OLIVAR CROMWEL PROTECTOR V. ENGEL: SCHOTL: YRLAN 1658 (Oliver Cromwell, Anglia, Skócia és Írország protektora 1658), valamintīMASANIELLO VISSCHER EN CONINCK V. NAPELS 1647 ( Masaniello halász és nápolyi király 1647). 
A holland filozófust, Baruch Spinozát életrajzírója, Johannes Colerus tanúsága szerint annyira lenyűgözte a nápolyi vezető figurája, hogy gyakran a saját hasonlatosságával ábrázolta, és a „metafizika Masaniellójának” tartotta magát.

### Historiográfiai kritika
A tizennyolcadik században a felvilágosodás liberális értékrendje által átszőtt Európában több értelmiségi is felmagasztalta a nápolyi népvezér alakját. Nápolyban az 1799-es köztársasági tapasztalatok alatt a forradalmárok gyakran tévedésből „Nápoly első republikánusaként” ünnepelték Masaniellót, és emiatt a Mercato környéket róla nevezték el Masaniello kantonnak. Carlo Lauberg köztársasági elnök ezt írta: „A jelenlegi forradalom nem más, mint amit Masaniello ki akart vívni, ám a zsarnokság árulása miatt nem tudta végrehajtani”. A jakobinus Giovanni Pastore Eleonora Pimentel Fonseca Monitore Napoletano című folyóiratában megjelent levelében az emberi jogok harcosának nevezte őt, aki képes volt magához vonzani a városnak azt a szerény körülmények között élő lakosságát, amely 1799-ben ellenséges volt a köztársasági kormánnyal szemben.

## Képgaléria

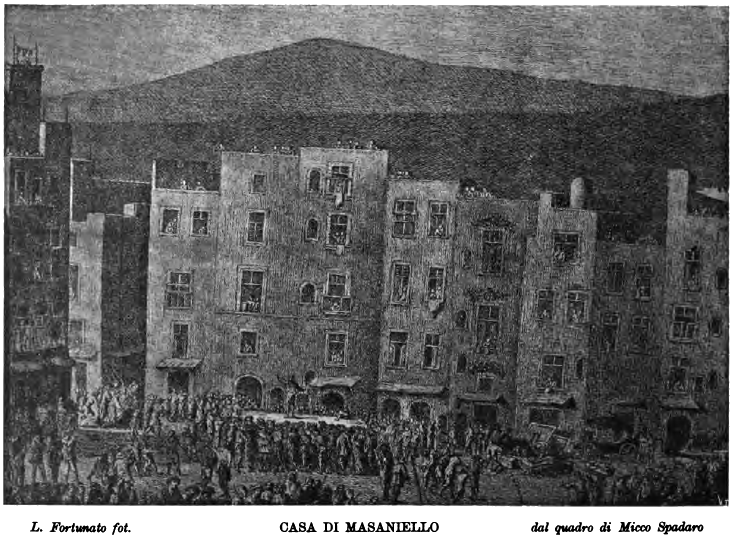
Masaniello háza, Micco Spadaro festménye
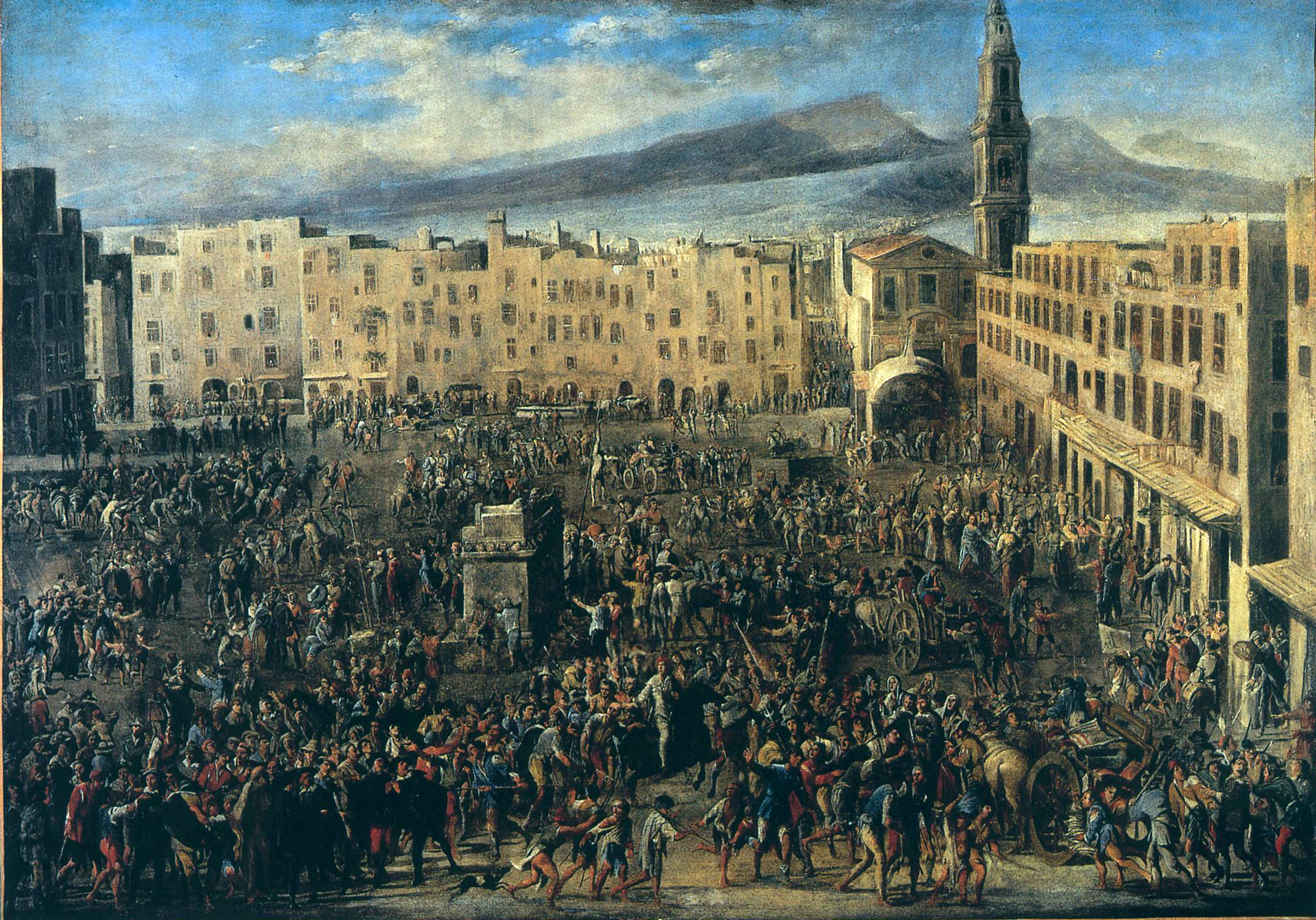
A Piactér a Masaniello-lázadás idején, Micco Spadaro festménye
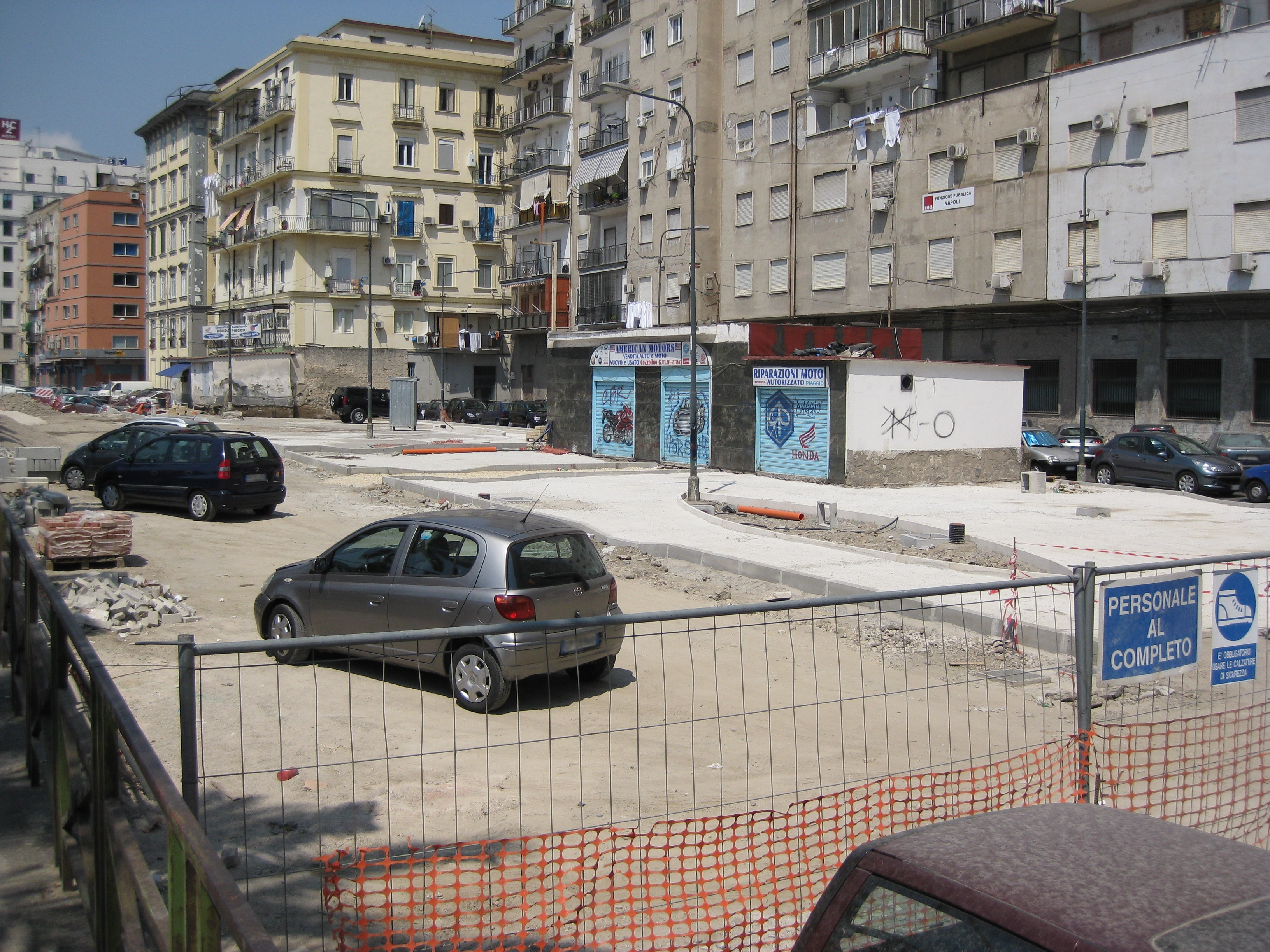
A piazza Masaniello Nápolyban
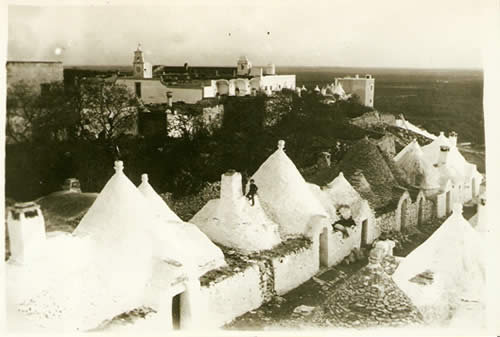
A Via Masaniello a Villa Castelliben
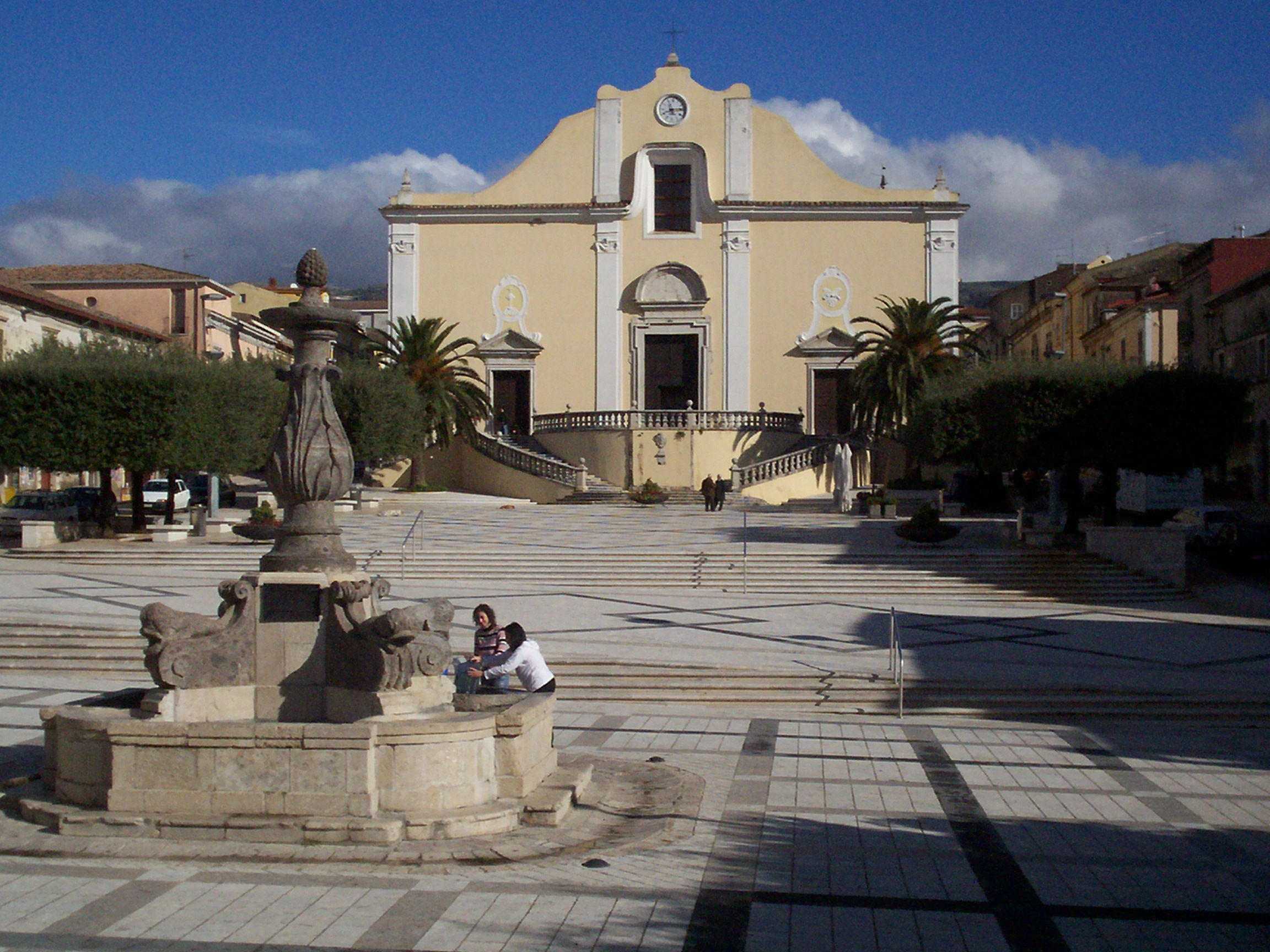
A Piazza San Martino Cerreto Sannitában (BN) a Masaniello-szökőkúttal az előtérben

Végül Vincenzo Cuoco az 1799-es nápolyi forradalomról szóló történelmi esszéjében a tizennyolcadik századi forradalmi áramlatok előfutárának tekintette.
Az 1799-es forradalmárok által tanúsított mítoszhoz való ragaszkodás valószínűleg azt a fajta damnatio memoriae-t idézte elő, amellyel Masaniellót elítélték a Bourbon-restauráció során (IV. Bourbon Ferdinánd elrendelte a maradványok szétszórását), és ennek következtében a Risorgimentóban való újrafelfedezését. Valójában a Risorgimento]] idején a történészek az egyesülés előtti olasz történelem eseményeit a folyamatban lévő egyesülési folyamat fényében értelmezték, gyakran olyan hazafias értékekkel ruházták meg őket, amelyekkel valójában nem rendelkeztek. Masaniello a függetlenség eszményét testesítette meg azzal, hogy hőssé vált, aki harcolt az idegen uralom ellen.
A Risorgimento végén a népvezér mítosza fokozatosan hanyatlott, mígnem a karakter provinciálissá vált. Michelangelo Schipa és Benedetto Croce nagy mértékben hozzájárultak az 1647-es felkelések lekicsinyeléséhez és a halász-forradalmár alakjának bagatellizálásához. Schipa Masaniellót „mások eszközeként” írta le, aki „hamar akadályozóvá vált”, ehelyett Giulio Genoino jogtudós szerepét emelte ki, aki az apuliai történész szerint a felkelések „igazi vezére”. Croce úgy határozta meg a lázadást mint „egyike a sok plebejus felkelésnek iránytű és fék nélkül, fej és farok nélkül, jelen és jövő nélkül”, és nagy történetírási sikerét „a költészet természetes hatásának tulajdonította, amely készen áll arra, hogy kitörölje az emberi keblekből a szabadság minden szikráját vagy látszatát.” 
A két nagy történész ítélete erősen érintette Masaniello alakját, olyannyira, hogy végül megszemélyesítette mindazokat a sztereotípiákat és előítéleteket, amelyek a nápolyi közembert durvának, kulturálatlannak, ravasznak, a gyengékkel szemben fennhéjázónak és a hatalmasokkal szemben szolgainak tartották, s végül Pulcinella alakjához hasonlítják. A karakternek ebből a víziójából származik a „Masaniellónak lenni” vagy „Masaniellóként tenni” mondás, amely azoknak szól, akik tömegeket uszítanak fel könnyűnek tartott érvekkel, demagógiával és populizmussal. A huszadik századi történészek, köztük Giuseppe Galasso déli tudós, aki Croce ítéletét "kiábrándítóként" és "megvető hangneműként" határozta meg, újraindították az 1647-es események történeti kutatását.
A középkor történésze, Alessandro Barbero Masaniello alakját a Camorra prototípusának nyilvánítja, Silvana D'Alessio fent említett munkájából származtatva, aki a maga részéről határozottan tagadta ezt.

### Művészet, irodalom, szórakozás és mások

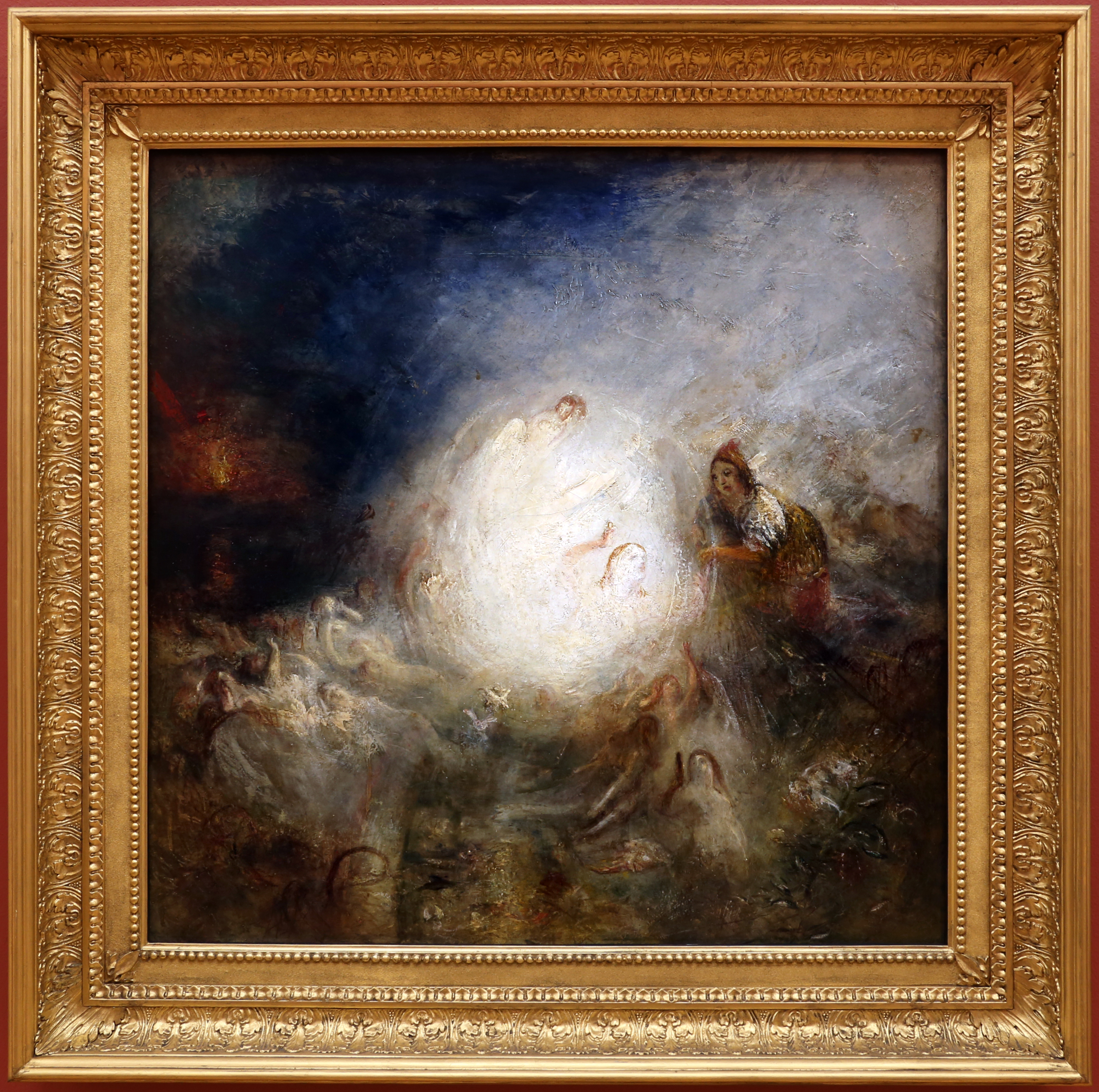
William Turner: Ondina gyűrűt ad át Masaniello nápolyi halásznak 1846 előtt, Tate Britain

A nápolyi festők, Aniello Falcone, Salvator Rosa, Micco Spadaro és Andrea di Leone, akik az úgynevezett „Compagnia della Morté”-hoz tartoznak, Masaniellót és a lázadás eseményeit ábrázolták festményeiken. A fennmaradt alkotások egy részét a nápolyi San Martino Múzeum őrzi.
1846 körül William Turner angol romantikus festő készítette az Ondina gyűrűt ad Masaniello nápolyi halásznak című festményt, amelyet a Tate Britainben mutatnak be.
Szintén 1846-ban Alessandro Puttinati szobrász készítette a capopopolót ábrázoló márványszobrot, amely jelenleg a milánói Modern Művészetek Galériájában van kiállítva
A Masaniello-lázadást az évszázadok során számos európai színdarabban említették, többek között:
- 1669. Open ondergang van Mas Anjello of Napelse beroerte, Thomas Asselijn
- 1682. Trauer-Spiel von dem Neapolitanischen Haupt-Rebellen Masaniello, Christian Weise
- 1706. Die Neapolitanische Fischer-Empörung oder Masagniello furioso, Reinhard Keizer
- 1828. La muette de Portici (A portici néma), Daniel Auber operája Eugène Scribe librettójával. 1829-ben Brüsszelben, nagy közönségsikerrel adták elő, és bizonyos hatást gyakorolt az 1830-1831-es belga forradalomra
- 1874. Salvator Rosa, Antõnio Carlos Gomes Antonio Ghislanzoni librettójával. Masaniello (bariton) a két főszereplő egyike
- 1963. Tommaso d'Amalfi, Eduardo De Filippo, tolmácsa Domenico Modugno volt. A mű megtalálható a Cantata dei giorni dispari című gyűjteményben.
- 1974. Masaniello, Elvio Porta és Armando Pugliese, Roberto De Simone zenéjével, Mariano Rigillo, Angela Pagano és Lina Sastri előadásában
- 1996. Masaniello - a musical, Tato Russotól, amelyben a főszereplőt először Gigi Fartigianato, majd Gianni Fiorellino, majd Antonio Murro alakította.

A karakter erősen kitalált változata megtalálható id. Alexandre Dumas Il Corricolo (1853) című művében is.
Masaniello jelen van Vittorio Giovanni Rossi Miserere coi figs című művében, ahol a lázadást az író stílusának megfelelően ironikusan írja le a főszereplő-narrátor, egy nápolyi üzleti úton lévő milánói eladó.
A nápolyi lázadó a Nuova Compagnia di Canto Popolare két dalának a főszereplője: az O cunto'e Masaniello, avLi Sarracini Adorano lu Sole (1974) albumról, és a Dint'o mercato az Aggio Girato Lu albumról. Munno (1978). Említi még Musicanova Canto allo Scugnizzo című művében (a Musicanova, 1978-ból), majd a Scugnizziben a 24 Grana (a Loop live-ből, 1998), Pino Daniele Je so' Crazy című művében (Putesseessere allero, 1979), a Quel Giorno a Primaverában a Modena City Ramblerstől (Dopo il Lungo Inverno, 2006) és a Come Savonarolában írta: Eugenio Finardi (Fibrillante, 2014).
A tündérrózsa (tavirózsa) egy bizonyos fajtája a Nymphaea Masaniello nevet viseli.

## Utcák, terek és műemlékek
Különböző olasz városokban több száz utcát és teret neveztek el Masaniellóról, de pont Nápolyban a hetvenes évekig egyet sem. A híres író, Luciano De Crescenzo is tiltakozott ez ellen 1977-es Így beszélt Bellavista című regényében. Valójában a Piazza del Mercatótól délre volt egy Via Masaniello nevű utca, amelyet száz évvel De Crescenzo feljelentése előtt nyitottak meg 1877-ben. 1958-ban ott épült az Ottieri-palota, egy impozáns lakótorony, amely az évek óta tartó építési spekulációk eredményeképpen szűnt meg. A Palazzo Ottieri lábánál fekvő kis teret azonban Masaniellóról nevezték el, nagyjából az eredeti helyén.
A Piazza del Mercato szökőkutat, ahonnan Masaniello állítólag felzaklatja a tömeget, 1812-ben vásárolta meg Cerreto Sannita önkormányzata, és ma a város központi terén látható.

## Fordítás
- Ez a szócikk részben vagy egészben  a   Masaniello című olasz Wikipédia-szócikk ezen változatának fordításán alapul.  Az eredeti cikk szerkesztőit annak laptörténete sorolja fel. Ez a jelzés csupán a megfogalmazás eredetét és a szerzői jogokat jelzi, nem szolgál a cikkben szereplő információk forrásmegjelöléseként.

## Bibliográfia
- Bartolommeo Capasso: La casa e la famiglia di Masaniello. Ricordi della storia e della vita napolitana, Nápoly, Giannini Editore, 1919
  - Masaniello. La sua vita la sua rivoluzione, Nápoly, Luca Torre, 1993
- Giuseppe Campolieti: Masaniello. Trionfo e caduta del celebre capopopolo nello sfondo della tumultuosa Napoli del Seicento, Novara, Istituto geografico De Agostini, 1989, ISBN 88-402-0315-X
- Francesco Capecelatro: Diario di Francesco Capecelatro contenente la storia delle cose avvenute nel Reame di Napoli negli anni 1647–1650 vol. I, Nápoly, Stabilimento Tipografico di Gaetano Nobile, 1850
- Benedetto Croce: Storia del Regno di Napoli, Bari, Laterza, 1980
- Silvana D'Alessio: Contagi. La rivolta napoletana del 1647–48: linguaggio e potere politico, Firenze, Centro Editoriale Toscano, 2003, ISBN 88-7957-213-X
  - Masaniello. La sua vita e il suo mito in Europa, Salerno, Salerno Editrice, 2007, ISBN 88-8402-586-9
- Eduardo De Filippo: Tommaso d'Amalfi, Torino, Einaudi, 1980
- Tommaso de Santis: Storia del tumulto di Napoli, Trieszt, Colombo Coen, 1858
- Roberto De Simone, Thomas Asselijn; Christian Weise: Masaniello nella drammaturgia europea e nella iconografia del suo secolo, Gaetano Macchiaroli Editore, 1998, ISBN 88-85823-28-9
- Salvatore Di Giacomo: Celebrità napoletane, Tranio, Vecchi, 1896
- Vittorio Dini: Masaniello. L'eroe e il mito, Róma, Newton Compton, 1995, ISBN 88-7983-848-2
- Ascanio Filomarino: Lettere, in Francesco Palermo (szerk), Narrazioni e documenti sulla storia del regno di Napoli dall'anno 1522 al 1667, Firenze, Giovan Pietro Vieusseux, 1846, pp. 379–393.
- Mario Forgione: Masaniello. 7–16 luglio 1647. Cronaca di dieci giorni rivoluzionari, Nápoly, EDI, 1994
- Alessandro Giraffi: Le rivolutioni di Napoli, Venezia, Filippo Alberto, 1648
- Vittorio Gleijeses: La Storia di Napoli vol. II, Nápoly, Società Editrice Napoletana, 1974
- Ottorino Gurgo: Lazzari. Una storia napoletana, Nápoly, Guida Editori, 2005, ISBN 88-7188-857-X
- Aurelio Musi: La rivolta di Masaniello nella scena politica barocca, Nápoly, Guida Editori, 1989, ISBN 88-7188-586-4
  - Protagonisti nella Storia di Napoli, Nápoly, Elio De Rosa, 1994
- Nicola Napolitano: Masaniello e Giulio Genoino. Mito e coscienza di una rivolta, Napoli, Fausto Fiorentino Editore, 1962
- Gaetano Parente: Masaniello. Storia del Secolo XVII, Firenze, Vincenzo Batelli e Figli, 1838
- Giovan Battista Piacente: Le rivoluzioni del Regno di Napoli negli anni 1647–1648 e l'assedio di Piombino e Portolongone, Nápoly, Tipografia di Giuseppe Guerrera, 1861
- Antonio Romano: Memorie di Tommaso Aniello d'Amalfi detto Masaniello. Responsabilità della Chiesa nella sconfitta della rivoluzione napoletana e guerra d'indipendenza, Nápoly, Edizioni del Delfino, 1990
- Michelangelo Schipa: La così detta rivoluzione di Masaniello: da memorie contemporanee inedite, Nápoly, Pierro, 1918
  - Studi masaniellianin– Giuseppe Galasso (szerk.): Nápoly, Società Napoletana di Storia Patria, 1997, ISBN 88-8044-045-4
- Alain Hugon: Naples insurgée 1647–1648. De l'événement à la mémoire, Rennes, Presses universitaires de Rennes, 2011, ISBN 978-2-7535-1386-0
- Rosario Villari: Masaniello: Contemporary and Recent Interpretations, in Past & Present, n. 108, 1985, pp. 117–132.